# Ilse Aichinger
Ilse Aichinger (1 november 1921 - 11 november 2016) was een Oostenrijkse schrijfster. Zij geldt als een belangrijke vertegenwoordiger van de Duitstalige naoorlogse literatuur.

## Leven

### Jeugd
Ilse Aichinger en haar tweelingzus Helga Michie werden als dochters van een leraar en een Joodse (vrouwelijke) arts in Wenen geboren. Tot hun vroege scheiding brachten zij hun tijd in Linz door. De moeder ging met haar kinderen terug naar Wenen, waar Ilse Aichinger het meest bij haar Joodse grootmoeder en in kloosterscholen leefde.
De Anschluss van Oostenrijk betekende voor de familie vervolging en levensgevaar. Helga kon op 4 juli 1939 met een kindertransport naar Groot-Brittannië vluchten. De overige familie kon haar echter niet meer volgen doordat de oorlog uitbrak (september 1939). Ilse Aichinger woonde sindsdien bij haar moeder, om haar als onvolwassen "halfariër" tegen deportatie te beschermen. Haar moeder verloor weliswaar haar werk, maar werd tot 1942 (Ilse Aichinger werd toen volwassen) niet verder onderzocht.
Ilse Aichinger was geïsoleerd, een studieplaats werd haar geweigerd. Zij en haar moeder waren wel verplicht tot oorlogsproductie. Ilse liep het gevaar zelf gedeporteerd en gedood te worden, toen zij haar moeder verstopte in een haar toegewezen kamer toen zij de meerderjarigheid bereikte. De kamer lag direct tegenover het Gestapohoofdkwartier in Wenen. De grootmoeder en andere familieleden van haar moeder werden in 1942 gedeporteerd en werden vermoord in vernietigingskamp Maly Trostinez bij Minsk.

### Studie en schrijven
In 1945 begon Ilse Aichinger medicijnen te studeren, hield daar echter na vijf semesters mee op  om haar deels autobiografische roman Die grössere Hoffnung te schrijven. Die ontstond "in de keuken van een armzalige woning in een afgelegen deel van Wenen" en in een dienstkamer van een inrichting voor "ongeneselijk zieken, ouderen en anderszins niet passende personen" waarin haar moeder als arts werkte. De recensent Hans Weigel raadde haar aan zichzelf en haar teksten aan de Bermann-Fischer-uitgeverij voor te stellen, die haar werk uiteindelijk uitbracht. Maar al daarvoor baarden haar vroege teksten -geplaatst in kranten en tijdschriften zoals de Wiener Kurier, Plan, Der Turm- opzien, zodat volgens Hans Weigel, de Oostenrijkse naoorlogse literatuur met Ilse Aichinger begon. 1945-1950 werkte Ilse Aichinger als beoordelaar van manuscripten bij S. Fischer. In 1950 - 1951 als assistente van Inge Aicher-Scholl (zuster van de door de nazi's vermoordde Sophie en Hans Scholl) voor de Hochschule für Gestaltung in Ulm.
In 1951 werd ze voor het eerst door Hans Werner Richter in Gruppe 47 uitgenodigd, waar ze haar latere man Günter Eich leerde kennen. In 1952 won ze met haar Spiegelgeschichte de prijs van de groep. In datzelfde jaar schreef ze de veelbesproken Rede unter dem Galgen. Van 1956 tot 1963 was ze lid van de Akademie der Kunste (West-Berlijn). In 1953 trouwde ze met Günter Eich. Ze kregen twee kinderen: Clemens en Mirjam.
In 1957 werd Ilse Aichinger lid van de schrijversvereniging Pen-Zentrum Deutschland.

### Latere jaren
In 1972 stierf Günter Eich. Negen jaar later, na de dood van haar moeder, trok Ilse Aichinger op uitnodiging van Fisher-uitgeverij naar Frankfurt aan de Main en later, in 1988, terug naar Wenen, waar ze na een lange pauze einde jaren negentig weer begon te schrijven. Hoewel ze minder en korter schreef won ze vele literatuurprijzen.
Na het dodelijk ongeval van haar zoon Clemens in februari 1998 trok de schrijfster zich bijna volledig uit de literaire openbaarheid terug. Wel zou ze na enkele jaren nog wat verhalen voor dag- en weekbladen schrijven, die gebundeld werden.
Ilse Aichinger stierf op 11 november 2016, 95 jaar oud.

## Werk

### Vroeg werk
Vanaf het begin riep Ilse Aichinger op tot kritiek op de politieke en maatschappelijke toestanden en tegen valse harmonie en het vergeten van de geschiedenis. Al in 1945 schreef ze een tekst over de wereld van de concentratiekampen (Das vierte Tor), de eerste in de Oostenrijkse literatuur. Een jaar later schreef ze in het essay Aufruf zum Misstrauen:  "We moeten onszelf niet vertrouwen. De helderheid van onze bedoelingen, de diepte van onze gedachten, de goedheid van onze daden! Onze eigen waarachtigheid moeten we niet vertrouwen!" Met deze oproep tegen de verdringing van de geschiedenis en voor een nietsbesparende zelfanalyse keerde Ilse Aichinger zich tegen de Duitse kaalslagliteratuur, waarvan de aanhangers, na het einde van de Tweede Wereldoorlog, een radicaal nieuw begin propageerden.
In 1948 schreef ze haar enige roman, Die grössere Hoffnung, waarin ze haar eigen biografie gebruikt om het lot van een jonge "halfjodin" in het nationaalsocialisme te schilderen. De roman geeft geen concreet realistisch beeld van de vernederingen, angst en vertwijfelde hoop, maar een schets in tien delen vanuit het subjectieve perspectief van een 15-jarig meisje. De vertelling is niet chronologisch, maar eerder een vervlechting van droom, sprookje, mythe en verhaal. Monologen wisselen af met dialogen, objectief met persoonlijk vertellen. De afschuw wordt hierdoor geenszins verminderd, maar op een ander niveau geplaatst en met tijdloze thema's verbonden.
In haar vroege verhalen, duidelijk beïnvloed door Franz Kafka, beschrijft zij het existentiële gebonden zijn van de mens door, angsten, dwang, dromen, waanvoorstellingen en koortsfantasieën. De thema's van het complexe verband tussen droom en werkelijkheid en tussen vrijheid en dwang komen steeds terug, ook in Wo ich wohne (1963). In het gelijknamige titelverhaal gaat het daarnaast ook over vervreemding en autonomie en verantwoordelijkheid.

### Taalkritiek
Vanaf het begin toonde haar werk een uitgesproken tendens tot beknoptheid. Dit is bijvoorbeeld
vaststelbaar bij de bewerking van haar roman (1948 en 1960). De verzamelbundel Slechte Wörter (1976) 
toonde daarbij een themaverandering. Taal scheen de schrijfster steeds meer een onbruikbaar uitdrukkingsmiddel. Bij deze opvatting paste het steeds minder wordende schrijven.

## Citaten

### Over de oorlogstijd
"De oorlog was mijn gelukkigste tijd. De oorlogstijd was behulpzaam voor mij. Wat ik toen gezien heb was voor mij het belangrijkste in het leven. De oorlogstijd was vol hoop. Men wist zeer precies wie vriend was en wie niet, wat men nu in Wenen niet meer weet. De oorlog heeft dat opgehelderd."
"Ik heb een keer [...] gezegd dat de Tweede Wereldoorlog mijn gelukkigste tijd was. Hoewel ik heb gezien dat men mijn verwanten heeft gedeporteerd in veewagens, heb ik er heel zeker in geloofd dat ze zouden terugkomen. Daarom was ook de tijd NA de Tweede Wereldoorlog voor mij het zwaarst, omdat niemand is terug gekomen."
"De aanblik van mijn grootmoeder in een veewagen op de Schwedenbrücke in Wenen. En de mensen om me heen, die met een zeker genoegen toegekeken hebben. Ik was erg jong en had de zekerheid, dat mijn grootmoeder, die voor mij de liefste mens op aarde was, terug zou komen. Toen was de oorlog voorbij, de welvaart brak uit, en de mensen zijn iemand voorbijgelopen. Dat was nog erger dan de oorlog.

### Over het schrijven.
"Ik heb dat (schrijven) vanaf het begin voor een zeer zwaar beroep gehouden , en ik wou nooit schrijfster worden. Ik wou arts worden, dat is mislukt door mijn ongeschiktheid. Ik wilde daarop eigenlijk alleen iets over de oorlogstijd schrijven. Aan een boek heb ik helemaal niet gedacht. Ik wilde alleen alles zo precies mogelijk vasthouden. Toen dat boek dan bij Fischer verscheen stond er nog steeds te veel in. Ik wilde het liefst alles in een zin zeggen, niet in twintig.
"Schrijven is geen beroep, vandaag niet meer. De taal is versplinterd, dat zou men toch moeten weten. Robert Musil heeft dat helemaal doorzien. Maar de meesten schrijven er snel en chronologisch op los. Zich alleen als auteur te definiëren is vandaag niet meer mogelijk, om het even of men installateur, verpleger of in het bureau is. Dat is toch een andere wereld, ook wanneer die iemand tegenstaat. Wanneer iemand naar mijn beroep vraagt zeg ik "privé"."
"Het schrijven speelt de rol, dat het me voorkomt, als had alles een zekere betekenis. Wanneer me twee 
of drie zinnen lukken, dan heb ik het gevoel dat mijn bestaan niet volledig absurd is. Wanneer me twee of drie zinnen lukken, dan heb ik het gevoel dat mijn bestaan niet volledig absurd is. Als bleef nog een vonkje betekenis over."

## Publicaties
- Das vierte Tor (De vierde poort), novelle, Wiener Kurier, Wenen, 1 september 1945.
- Die Grössere Hoffnung (De grotere verwachting), roman, Bermann-Fischer, Amsterdam 1948.
- Spiegelgeschichte (Spiegelverhaal), kort verhaal, Wiener Tageszeitung, Wenen 1949.
- Rede unter den Galgen (Toespraak onder de galg), verhalen, Junbrunnenverlag, Wenen 1952.
- Der Gefesselte (De gebondene), verhalen, S. Fischer, Frankfurt am Main 1953.
- Knöpfe (Knopen). Hoorspel. SDR/NWDR 1953.
- Zu keiner Stunde (Nooit), hoorspel, S. Fisher, Frankfurt am Main 1957.
- Französische Botschaft (Franse ambassade), hoorspel, Bayrische Rundfunk, eerste uitzending 1960.
- Weisse Chrysanthemen (Witte Chrysanten), hoorspel, Bayrische rundfunk, eerste uitzending 1960.
- Besuch im Pfarhaus (Bezoek in de pastorie), hoorspel, S. Fisher, Frankfurt am Main 1961.
- Wo ich wohne (Waar ik woon), verhalen, gedichten, dialogen, S. Fisher, Frankfurt am Main 1963.
- Eliza Eliza, verhalen, S. Fisher, Frankfurt am Main 1965.
- Nachmittag in Ostende (Middag in Ostende), hoorspel, 1968.
- Die Schwestern Jouet (De zusters Jouet), hoorspel, 1969.
- Auckland, Vier hoorspelen. S. Fisher, Frankfurt am Main 1969.
- Nachricht vom Tag (Bericht van de dag), verhalen, S. Fisher, Frankfurt am Main 1970.
- Slechte Wörter (Slechte woorden), verzamelband, S. Fisher, Frankfurt am Main 1976.
- Gare Maritime, hoorspel, 1976.
- Meine Sprache und ich (Mijn taal en ik), verhalen, S. Fisher, Frankfurt am Main 1978.
- Verschenkter Rat (Geschonken Raad), gedichten, S. Fisher, Frankfurt am Main 1978.
- Zu keiner Stunde, Szene und Dialoge, hoorspel, S. Fisher, Frankfurt am Main 1980.
- Kleist, Moos, Fasane, verhalen, S. Fisher, Frankfurt am Main 1987.
- Eiskristalle. Humphrey Bogart und die Titanic, S. Fisher, Frankfurt am Main 1997.
- Film und Verhängnis, Blitzlichter auf ein Leben, autobiografie, S. Fisher, Frankfurt am Main 2001.
- Kurzschlüsse (Kortsluitingen), Edition Korrespondenzen, Wenen 2001.
- Der Wolf und die sieben jungen Geisslein (De wolf en de zeven geitjes), Edition Korrespondenzen, Wenen 2004.
- Unglaubwürdige Reisen (Ongeloofwaardige reisen), S. Fisher, Frankfurt am Main 2005.
- Subtexte, essay, Edition Korrespondenzen, Wenen, 2006.

- Bibsys: 90120536
- Biblioteca Nacional de España: XX1702834
- Bibliothèque nationale de France: cb11888217j (data)
- CiNii: DA01077408
- Digitale Bibliotheek voor de Nederlandse Letteren: aich001
- Gemeinsame Normdatei: 118501232
- International Standard Name Identifier: 0000 0001 2120 7906
- Library of Congress Control Number: n50033584
- Nationale Bibliotheek van Letland: 000344996
- Bibliotheek van het Japanse parlement: 00431073
- Nationale Bibliotheek van Tsjechië: jn19981000046
- Nationale bibliotheek van Australië: 35001986
- Nationale Bibliotheek van Israël: 987007257535005171
- Nationale Bibliotheek van Polen: a0000001275336
- Nationale en Universitaire bibliotheek Zagreb: 000083984
- Nederlandse Thesaurus van Auteursnamen: 071567461
- Réseau des bibliothèques de Suisse occidentale: 02-A002912802
- Istituto Centrale per il Catalogo Unico: LO1V021914
- LIBRIS: 230849
- SNAC: w6h712nm
- Système universitaire de documentation: 026679310
- Trove: 137966
- Virtual International Authority File: 12303855
- WorldCat: E39PBJkp6gCfCbMh6bpkf6FHYP